# بولينا أغافونوفا
بولينا فلاديسلافوفنا أغافونوفا (بالروسية: Полина Владисла́вовна Агафонова؛ ولدت في 2 أبريل 1996 في سيفيرودفينسك) لاعبة تزلج روسية سابقة، هي الحائزة على الميدالية البرونزية في بطولة العالم للناشئين لعام 2010 والبطلة الوطنية الروسية للناشئين لعام 2010.